# Nemanja Stojanović
Nemanja Stojanović (serbisch-kyrillisch Немања Стојановић; * 3. Januar 1994 in Kragujevac) ist ein serbischer Fußballspieler.

## Karriere
Stojanović begann seine Karriere beim FK Jagodina. Zur Saison 2013/14 wechselte er nach Österreich zum fünftklassigen SC Kaiserebersdorf/Srbija, für den er in zwei Spielzeiten zu 54 Einsätzen kam. Zur Saison 2015/16 ging die Spielgemeinschaft im FC Karabakh auf. Mit Karabakh gelang ihm bis 2017 der Durchmarsch von der 2. Landesliga in die Regionalliga. Nachdem er in dieser für Karabakh allerdings nicht zum Einsatz gekommen war, wurde er im Januar 2018 nach Aserbaidschan an den Erstligisten FK Keşlə verliehen. Sein Debüt in der Premyer Liqası gab er im März 2018, als er am 19. Spieltag der Saison 2017/18 gegen Neftçi Baku in der 65. Minute für Ebrima Sohna eingewechselt wurde. Bis zum Ende der Leihe kam er zu acht Einsätzen in der höchsten aserbaidschanischen Spielklasse.
Nach dem Ende der Leihe kehrte er zur Saison 2018/19 zu Karabakh zurück, das inzwischen in FC Mauerwerk umbenannt worden war. Für Mauerwerk absolvierte er in der Saison 2018/19 26 Spiele in der Regionalliga. Zur Saison 2019/20 wechselte er zum Ligakonkurrenten SV Stripfing. Für Stripfing kam er zu zwei Einsätzen. Im Januar 2020 hätte er zu Mauerwerk zurückkehren sollen, allerdings misslang den Verantwortlichen bei der Anmeldung mehrerer Spieler, wodurch der Wechsel nicht erlaubt wurde. Zur Saison 2020/21 kehrte er schließlich zu den Wienern zurück. Für Mauerwerk kam er bis zum COVID-bedingten Saisonabbruch achtmal in der Regionalliga zum Einsatz und erzielte dabei zwei Tore. Nach der Saison 2020/21 verließ er den Verein wieder.